# They Remind Me Too Much of You
"They Remind Me Too Much of You" es una balada escrita por Don Robertson y grabada originalmente por Elvis Presley para la película de la MGM de 1963 It Happened at the World's Fair.      En enero de 1963, la canción fue lanzada como sencillo anticipado de la película junto con "One Broken Heart for Sale".   "One Broken Heart for Sale" alcanzó el número 11 en la lista de éxitos Billboard Hot 100,  y "They Remind Me Too Much of You" alcanzó el número 53. 

## Grabación
Elvis Presley grabó la canción para la película It Happened at the World's Fair el 22 de septiembre de 1962, en los estudios Radio Recorders de Hollywood (California). Las sesiones de grabación contaron con músicos de sesión como Scotty Moore, Tiny Timbrell y Billy Strange en la guitarra, Ray Siegel en el bajo, DJ Fontana y Frank Carlson en la batería, Don Robertson en el piano, Dudley Brooks en el órgano, Clifford Scott en el saxofón y el clarinete. The Mello Men proporcionaron las voces adicionales.  
"One Broken Heart for Sale", junto con "They Remind Me Too Much of You", se lanzaron como sencillo anticipado de la película el 29 de enero de 1963. El sencillo fue un relativo fracaso relativo, de acuerdo con el sitio web oficial de Elvis Presley, fue "el primer sencillo de Elvis programado regularmente que no llegó al Top 10" en los Estados Unidos, lo que impulsó a RCA Records a reducir el empaquetado y el precio de venta al público del álbum de la banda sonora que lo acompañaba, cuyas ventas serían solo "un poco más de la mitad de las de el álbum Girls! Girls! Girls! ". 

## Posicionamiento en listas
| Lista (1963)                       | Puesto |
| ---------------------------------- | ------ |
| Estados Unidos (Billboard Hot 100) | 53     |